# 暴力戦士
暴力戦士（ぼうりょくせんし）は、1979年10月6日に公開された日本映画。製作は東映東京撮影所。

## あらすじ
神戸六甲山で行われたロックフェスティバルで東京と神戸の不良グループで争いが起こる。騒ぎの中、敵対する二つのグループのリーダー・ケンと相手リーダーの妹・マリアが手錠につながれ、警察の手を逃れて神戸から東京まで逃避行する。

## 製作

### 企画
数々の便乗企画を生み出した岡田茂東映社長（当時）が、ウォルター・ヒル監督の『ウォリアーズ』を日本公開前にアメリカで観て、「ああいう新しい形のストリート・キッズの映画を日本でも作ろう、1980年代を先取りした衝撃的な青春映画を一発打ち出してみよう」と石井輝男と中島信昭に指示して始まった企画。若者好きで新しがりやの岡田の新企画のいけにえに何故かよく白羽の矢が立てられるのが石井である。石井らは、当初12、3歳ぐらいの非行少年たちの群集劇を狙い、各地に飛んで材料を集めたが、その構想はだんだん挫折していった。『ウォリアーズ』のメンバーたちはいくぶんキャリアもあるしニュースターとしての確かさもあったが、当時の日本の映画界の周辺では、短期間に使えるだけの存在感のある少年たちを見つけ出すのが非常に困難と分かった。アメリカの若者たちと日本の当時の若者たちの状況がかけ離れすぎており、目を見張るような若者映画は当時の日本ではほとんど生まれていなかった。やむなく年齢をひき上げることにして暴走族OBのような、ヤクザじゃカッコ悪いと思っている世代に焦点をあてることになった。当初は時間をかけて新人集めをする予定でいたが、時間をかけられないので東映初出演の田中健と岡田奈々という『俺たちの旅』の兄妹コンビの二人を決めて、感覚の先鋭なロックバンドを探す手配をしてクランクインとなった。当時田中は27歳、岡田は20歳と本来企図した不良少年、少女とはかなり高い年齢設定となった。

### キャスティング
田中健はそれまで『青春の門』や『聖職の碑』など、著名監督の作品に出演していたが、石井が「ワルの役はあとで自分がやりたくなってもできないよ」などと口説いた。田中はそれまで真面目な映画の真面目な役が多かったが、ここで一気に「不良性感度」抜群の姿を披露し、石井は田中を気に入りその後テレビ作品でも起用した。
また岡田奈々も石井が気に入り、劇場映画復帰作に起用している。岡田は「歌手と女優の両立なんて中途半端でしょう。だからこの作品で女優として一人立ちしたいんです。私ももう20才。いつまでもカワイ子ちゃんでもありませんから」と話し、歌手廃業をキッパリ宣言し、「これからは役者として進みたい」と話した。岡田は歌手としてはヒットが出せなかったものの、愛らしいルックスが買われ、映画・テレビからの出演オファーが絶えなかった。

### 撮影
撮影は一般的な劇場用35mmではなく、16mmで撮影され、東映化工でブロー・アップ処理している。

## 逸話
主人公二人がたまたま乗り込んだトラックがARBの移動車だったという設定でARBが出演しているが、当時ARBは全く売れてなく「飯も食えないような欠食児童状態」だったと石橋凌は話し、プロデューサーから「好きなもの食べなさい」「音楽を必ず5曲は使うからなどと騙されて出演した」、「5曲使うという約束は守られず、うっすらとしか曲は流れなかった」「僕の中では永遠に葬りたい」などと話している。

## その他
本作の後、石井輝男は一時スクリーンから遠ざかり、2時間ドラマなどテレビドラマの演出を主にした。劇場用映画の復帰は14年後の1993年『ゲンセンカン主人』となった。

## スタッフ
- 監督：石井輝男
- 企画：橋本新一、瀬戸恒雄
- 脚本：石井輝男、中島信昭
- 撮影：出先哲也
- 美術：藤田博
- 音楽：鏑木創
- 編集：祖田富美夫

## キャスト
- ケン：田中健
- マリア：岡田奈々
- ドン牛：町田政則
- ヤマト：大蔵晶
- ナナハン：貝ノ瀬一夫
- アントニオ：杉欣也
- ラビット：今井久
- タケシ：今村薫
- 球殺団：清水照夫、宮地謙吾
- ウィスパー：小泉博
- シャークⅤ赤シャツ：星純夫
- 警官：高月忠
- バロン：田中隆
- 三宮の警官：亀山達也
- 警官：山田光一、山浦栄
- トラック運転手：沢田浩二
- 球殺団：村添豊徳
- 三宮の警官：城春樹
- ボディペインティングの女：広京子、石川洋子
- 球殺団：青島博樹、羽田天夫
- ドーベルマンキッド：赤石豊和
- 球殺団：舟久保信之
- ドーベルマンキッド：新井英騎
- C・B・トロ：黒田努
- 球殺団：原雅巳
- ドーベルマンキッド：津山栄一
- ：鈴木弘道
- ：山本享
- ：喜多川務
- ：吉田昌雄
- ：麻生茂
- ：江島和幸
- 球殺団：南出知秀
- ：山岸伸介
- 球殺団：森田幸隆、村田雄浩、大熊英之、森塚登
- シャークⅤ赤シャツ：荻原哲也、大塚之裕、菊池正孝、近藤哲也
- ボディペインティングの女：常夏ひとみ
- 口裂け女：唐須由利子、八木雪季、西久保美穂
- ボディペインティングの女：浅見美那
- 口裂け女：内藤綾
- ボディペインティングの女：坂本マリ
- 口裂け女：土井淳子、関田恵子
- ：田島雅子
- ボディペインティングの女：白川絹子
- 球殺団：石井茂樹
- ディスコのバンド：ザ・ベアーズ
- ロック・グループ：ARB
- 田中一郎：石橋凌
- ジミー：星正人

## 同時上映
『天使の欲望』
- 出演：結城しのぶ・有明祥子、監督：関本郁夫、脚本：中島丈博
- 美人姉妹が夜な夜な男を求めてバーを彷徨う"日本版『ミスター・グッドバーを探して』"[11]。

## 註
1. ↑  『キネマ旬報』1979年、180頁。
2. 1 2 3 4 5 6  石井輝男「東映映画ー更なる暴走の季節」『月刊シナリオ』日本シナリオ作家協会、1979年11月、154-157頁。
3. 1 2  石井輝男、福間健二『石井輝男映画魂』ワイズ出版、1992年、358頁。ISBN 4-948735-08-6。
4. 1 2 3 4  樋口尚文『ロマンポルノと実録やくざ映画 禁じられた70年代日本映画』平凡社、2009年、297-300頁。ISBN 978-4-582-85476-3。
5. 1 2 3 4  Mask de UH a.k.a TAKESHI Uechi (2018年3月20日). “Californian Grave Digger ～極私的ロック映画セレクション（日本映画編）～”. mysound (ヤマハミュージックエンタテインメントホールディングス).  オリジナルの2018年4月21日時点におけるアーカイブ。 2020年1月7日閲覧。{{cite news}}:  CS1メンテナンス: 先頭の0を省略したymd形式の日付 (カテゴリ)
6. 1 2 3 4 5  「シネマポスト 映画づく岡田奈々 『いつまでもカイワ子ちゃんはイヤ』 『暴力戦士』で初の汚れ役、歌手廃業か!?」『週刊明星』、集英社、1979年9月9日、47頁。
7. ↑  「撮影報告 「ナオミ」 / 高村倉太郎」『映画撮影』第70号、日本映画撮影監督協会、1980年1月20日、42 - 43頁、NDLJP:7954636/22。
8. ↑  石橋 凌(Ryo Ishibashi)｜apache Official Site Archived 2015-02-08 at the Wayback Machine.
9. 1 2 3  『映画秘宝』2007年11月号、洋泉社、69頁。
10. ↑  　『ぴあシネマクラブ 邦画編 1998-1999』ぴあ、1998年、615頁。ISBN  4-89215-904-2。
11. ↑  河原一邦「邦画マンスリー」『ロードショー』1979年11月号、集英社、237頁。